# Telmatophilus
Телматофіл (Telmatophilus) — рід жуків-сховоїдів родини Cryptophagidae. Нараховують 7 сучасних видів.

## Види
- Telmatophilus americanus (LeConte, 1863)
- Telmatophilus balcanicus Karaman, 1961 рік
- Telmatophilus brevicollis Aubé, 1862 рік
- Telmatophilus depressus Шарп, 1876 р
- Telmatophilus scienherrii (Gyllenhal, 1808)
- Telmatophilus schonherrii (Gyllenhal, 1808)
- Telmatophilus typhae (Fallén, 1802)

У 2020 році в рівненського бурштині, знайденого в заплаві річки Веселуха, дослідили вимерлий вид часів еоцену Telmatophilus sidorchukae, який назвали в честь вченої Катерини Сидорчук.